# José María González Cachero
José María González Cachero, también conocido como Junior (Madrid, 1976-Arganda del Rey, 3 de marzo de 2002) fue un domador y empresario de circo español. Recibió la Medalla de Plata al Mérito en Bellas Artes en 1995 y el Premio Nacional de Circo del Ministerio de Cultura a título póstumo en 2002.

## Trayectoria
José María González Cachero debutó a los dos años junto al artista Torrebruno en el Gran Circo Mundial dirigido por su padre. Durante su juventud actuó con los payasos Gaby, Fofó y Miliki. Completó su formación en el Zirqus Probst de Alemania y en el Circo Jerry Cottel de Inglaterra. En 1992 realizó su primera temporada como domador con un número de ponis y seis caballos salvajes. En 1993, se convirtió en primera figura en el Gran Circo Mundial con sus números de doma de caballos, elefantes y un rinoceronte. Desde entonces y hasta el año 2000, trabajó con elefantes, tigres, una jirafa, caballos salvajes y números de alta escuela, años en los que compartió con su padre la dirección del circo familiar. Fue considerado como un domador de gran calidad y capacidad innovadora, por números como el realizado en 1997, en el que un tigre se mantenía sobre el lomo de un elefante. En la 24º edición del Festival Internacional de Circo de Montecarlo, celebrada en enero de 2000, presentó un número de alta escuela andaluza junto con otros siete jinetes.

### Familia
González fue hijo del fundador del Circo Mundial, José María González Villa, y la coreógrafa Josefa "Pepita" Cachero. Se casó con la domadora Aurora Papadopoulos, conocida artísticamente como Miss Aurori, con quien tuvo dos hijas, Noelia y Natalia González Papadopoulos, quiénes desde 2009 ejercen de domadoras siguiendo la tradición familiar.

### Fallecimiento
El 3 de marzo de 2002, a la edad de 26 años, González falleció en un accidente de tráfico en la carretera de Valdelaguna a Madrid, tras quedarse dormido al volante. Su tumba en el Cementerio de La Almudena está formada por un conjunto escultórico que representa al domador con dos caballos alzados bajo el letrero del Circo Mundial. Es uno de los monumentos funerarios más destacados del recinto, con un sistema de iluminación alimentado por placas solares.

## Reconocimientos
A lo largo de su carrera recibió premios como el trofeo Don Diego del Ayuntamiento de Bilbao. En 1995 recibió la Medalla de Plata al Mérito en Bellas Artes del Ministerio de Cultura. En 2002, el Ministerio de Cultura le concedió a título póstumo el Premio Nacional de Circo, por "su ejemplar labor como artista y en la consolidación de un circo español de primer nivel internacional", y por su parte, el jurado formado por el payaso José Villa del Río 'Tonetti', los empresarios circenses Roberto Agudín, Sebastián Pérez Ortiz y Luis Rauly, y el funambulista Ángel Quirós, destacó su "larga y fructífera labor circense".
Desde 2007, el Gran Circo Mundial creó como homenaje, el trofeo José María González Junior, que se entrega anualmente a la atracción o artista más destacado durante la gira europea y que consiste en una escultura de dos caballos y la figura de González.